# Casa Gasull
La Casa Gasull es un edificio modernista del arquitecto Lluís Domènech i Montaner en la ciudad de Reus, Bajo Campo.Tarragona, España. El edificio está situado en la calle de Sant Joan número 29.  Popularmente la casa es conocida como Cal Gasull.

## Descripción
El edificio hace esquina y tiene una fachada que da a la calle de San Juan y otra al Mercado Central. En la construcción se enfatiza la volumetría cúbica y se anula la decoración escultórica dando importancia a los paramentos lisos y a las superficies planas.
Es un edificio de tres plantas con las tres fachadas de tratamiento unitario.  
La planta baja está construida sobre un basamento de piedra, donde se abren grandes ventanas protegidas por un enrejado de forja. Originariamente en la fachada de la calle de San Juan se abrían dos puertas gemelas, una por la vivienda y la otra para el negocio, pero la que daba acceso directo a la oficina fue suprimida y transformada en ventana cuando el propietario, Feliu Gasull, fue asesinado por miembros del Sindicato Único el 10 de junio de 1921.
La planta baja, dedicada casi toda a uso industrial, es una gran sala totalmente diáfana de seis metros de altura, cubierta por una estructura de bóvedas de ladrillo apoyadas sobre jácenas metálicas que forman arcos rebajados. En el subsuelo se conservan todavía en uso más de treinta grandes almazaras recubiertas de cerámica vidriada, necesarias para almacenar el aceite. La planta principal está decorada con esgrafiados y las barandillas de sus balcones están formadas por columnitas de cerámica vidriada. 
La última planta se organiza mediante una galería de ventanas corridas, separadas por pilares de falsa obra vista y capiteles de piedra que sostienen el coronamiento del edificio. 

## Historia
La Casa Gasull fue construida en 1911 por el arquitecto Lluís Domènech i Montaner en colaboración con su hijo Pere Domènech i Roura por encargo del comerciante de aceites Feliu Gasull i Roig para acoger las instalaciones industriales de su importante negocio de aceites fundado en 1835 y la vivienda de sus dos hijos.
Domènech ideó un edificio de grandes dimensiones que cambia el lenguaje arquitectónico que había seguido hasta aquel momento, lo que se hace evidente al compararla con la Casa Rull, casa modernista del mismo arquitecto construida 10 años antes, que se encuentra al lado.